# نيتف إنسترمنتس
نيتِف إنسترُمِنتس (بالإنجليزية: Native Instruments)‏هي شركة تكنولوجيا تعمل على تطوير البرمجيات والمعدات الخاصة بـالإنتاج الموسيقي والـدي جي-ing.
الشركة عرفت بالآلات الموسيقية البرمجية، لكنها أيضاً توسعت لعدة قطاعات في مجال المعدات الموسيقية في السنوات الأخيرة.

المنتجات الأخيرة لنيتف إنسترُمِنْتس تضم برمجيات سنثسيزر (آلة موسيقية) وسامبلر (آلة موسيقية) ومكتبات صوتية وبرامج محاكاة الآلات الصوتية وواجهات صوتية وبرامج الدي جي.
تأسست نيتف إنسترمنتس عام 1996 في برلين ، لنيتف إنسترمنتس فروع في كاليفورنيا وطوكيو.

## المنتجات البارزة
- آبسينث (Absynth) : برمجية سينثسيزر
- بَاتَري (Battery) : برنامج ماكينة طبول ومعالجة للمؤثرات الصوتية
- مَشين (Maschine) : ماكينة طبول